# Real Colorado Foxes
Real Colorado Foxes foi uma agremiação esportiva da cidade de Highlands Ranch, Colorado.  Disputava a USL Premier Development League.

## História

### Colorado Foxes (1990-1997)
O clube disputava a American Professional Soccer League. Em 1997 foi realocado e se tornou o San Diego Flash.

### Real Colorado Foxes (2009-2015)
O clube surgiu como um clube fênix do antigo Colorado Foxes. A equipe se juntou a PDL em 2009. Sua primeira partida foi contra o Kansas City Brass no dia 9 de maio de 2009. Em 2015 a equipe disputa sua última temporada pela PDL.